# Denis-François Secousse
Denis-François Secousse, (París, 8 de enero de 1691 - 15 de marzo de 1754) fue un abogado e historiador francés.

## Biografía
Procedente de una familia de magistrados, varios miembros fueron párrocos de Saint-Eustache de París. Fue hijo del caballero Jean-Léonard Secousse, abogado en el Parlamento de París y jefe del consejo del duque de Maine, Luis Augusto de Borbón.
Realizó sus estudios de humanidades y filosofía en el Collège de Beauvais, donde tuvo de maestro, entre otros, a Charles Rollin. 
Se convirtió en abogado en el Parlamento de París en 1710. Tras la muerte de sus padres, se dedicó principalmente a la investigación histórica y fue admitido en la Academia de Inscripciones y de Bellas Letras en 1722.
Encargado por d'Aguesseau de continuar la publicación de las Ordonnances des rois de France de la troisième race, recueillies par ordre chronologique, avec des renvois des unes aux autres, des sommaires, des observations sur le texte et cinq tables (en español, Ordenanzas de los reyes de Francia de la tercera raza, recogidas en orden cronológico, con referencias de unas a otras, resúmenes, observaciones sobre el texto y cinco tablas), iniciadas con Eusebe de Laurière, acabó el 2º volumen y publicó otros 6 más entre 1729 y 1750, sin poder terminar la serie porque se estaba quedando ciego. Louis-Guillaume de Vilevault se hará cargo de completarla.
Más tarde se le solicitó la elaboración de una cronología de cartas y diplomas de la historia de Francia.
Secousse fue durante varios años censor real. Sin embargo, él tenía:

l'âme aussi bonne que droite, les plus grandes connaissances dans notre histoire dont jamais particulier n'avait encore forgé une si riche collection. Il avait le caractère de communication au degré le plus attrayant. Malgré la perte qu’il avait faite de la vue, perte bien cruelle pour un homme qui ne connaissait que la passion des livres, il avait une infinité de connaissances et pouvait donner des renseignements sur les points les plus importants et souvent les plus négligés. Cet homme estimable est regretté de tous ceux qui l’ont connu.
el alma tan buena como correcta, el mayor conocimiento de nuestra historia del que ningún individuo había jamás forjado una colección tan rica. Tenía el carácter de comunicación en el grado más atractivo. A pesar de la pérdida de la vista, una pérdida muy cruel para un hombre que sólo conocía la pasión por los libros, tenía un conocimiento infinito y podía proporcionar información sobre los puntos más importantes y, a menudo, más olvidados. Todos los que lo conocieron extrañan a este hombre estimable.
Jean-François Dreux du Radier, Testament littéraire, Archives nationales, manuscrit Q 651.

Entre sus últimas obras, las relacionadas con el rey Carlos II de Navarra, donde se incluyen transcripciones del Trésor des Chartes, todavía tienen actualmente utilidad y vigencia. Incluyen discursos incriminatorios que tuvieron autoridad durante mucho tiempo y contribuyeron a la leyenda negra con la que este rey sigue siendo coronado como el Malo. Estas dos obras fueron publicadas póstumamente, en 1755 y 1758. Disponemos, además de sus obras, varias memorias históricas y literarias publicadas en la colección de la Academia de Inscripciones.

## Publicaciones
- Ordonnances des Rois de France de la troisième race : recueillies par ordre chronologique, avec des renvois des unes aux autres, des sommaires, des observations sur le texte et cinq tables.
- Mémoire présenté en 1726 à Mr le duc d'Orléans regent du Royaume de Mr Secousse, avocat en Parlement.
- Dissertation sur l'expédition d'Alexandre contre les Perses, 1729.
- Histoire de Julius Sabinus, et d'Epponina la femme, 1729.
- Mémoire sur l'attentat commis par une partie des chevaliers de Malte contre le Grand Maître de la Cassière, 1740.
- Mémoires de Condé ou Recueil pour servir à l'histoire de France, 1740.
- Mémoires de Condé, servant d'éclaircissement et de preuves à l'Histoire de M. de Thou, contenant ce qui s'est passé de plus mémorable en Europe : ouvrage enrichi d'un grand nombre de pièces curieuses ... : augmenté d'un supplement ... , 1743.
- Supplement aux Memoires de Condé, 1745.
- Mémoire sur l'union de la Champagne et de la Brie à la couronne de France, 1751.
- Lettre de M*** à un de ses amis retiré dans une terre, 1753.
- Catalogue des livres de la bibliotheque de M. Secousse, avocat en parlement, de l'Academie Roïale des inscriptions et belles-lettres, dont la vente sera indiquée par affiches, 1755.
- Les ordonnances de Charles VI, données depuis le commencement de l'année 1404 jusqu'à la fin de l'année 1414, 1755.
- Recueil de pièces servant de preuves aux Mémoires sur les troubles excités en France par Charles II, dit le Mauvais, 1755.
- Recueil de pièces servant de preuves aux Mémoires sur les troubles excités en France par Charles II, dit le Mauvais, roi de Navarre et Comte d'Evreux, 1755.
- Mémoires pour servir à l'histoire de Charles II, roi de Navarre et comte d'Evreux, surnommé le Mauvais, 1755, 1758.
- Mémoire historique et critique sur les principales circonstances de la vie de Roger de Saint Lary de Bellegarde, maréchal de France,... et principalement sur l'entreprise qu'il forma pour se rendre indépendant de l'autorité royale dans le marquisat de Saluces, et sur les suites qu'eut sa révolte après sa mort, 1764.
- Additions: ... de C***, 1767.
- Correspondance littéraire du Président Bouhier : Lettres de Denis-François Secousse.
- Lettres de Denis-François Secousse : 1738-1746.